# Bathycongrus longicavis
Bathycongrus longicavis är en fiskart som beskrevs av Emma S. Karmovskaya 2009. Bathycongrus longicavis ingår i släktet Bathycongrus och familjen havsålar. Inga underarter finns listade.